# Келеметовы
Келеметовы (карач.-балк.  Келеметлери) — княжеский владетельный род (таубии) в Балкарии.

## История возникновения рода
По одной версии князья Келеметовы происходят от Келемета Актугановича[кого?] жившего во второй половине XVIII века, который был внуком Малкъарука основателя рода Балкаруковых. Таким образом оба рода являются родственными и восходящими к одному предку. В свою очередь Малкъарук был потомком легендарного Анфако Болотукова, от которого происходят княжеские фамилии Чегемского общества.
С другой стороны Тульчинский Н.П. утверждал, что родоначальником таубиев Келеметовых являлся выходец из Дигории.

## Владения
Земли князей Келеметовых были так же, как и у других потомков Малкарука, в Чегемском ущелье (Чегемское общество).

## Известные представители
Келеметов Къаншаубий Къылычбиевич (1872-1920) - участник русско-японской войны 1904-1905 гг. Кавалер Георгиевского креста 2-й, 3-й и 4-й степени. Юнкер 1-й Кабардинской сотни Терско-Кубанского конного полка.
Келеметов Измаил Хангериевич (1887-1915) - участник Первой мировой войны. Прапорщик Кабардинского конного полка. Кавалер Георгиевского креста 3-й и 4-й степени и ордена св. Анны 4-й степени с надписью "За храбрость".